# Maroldova vila
Maroldova vila je rodinný dům v Praze 4-Braníku v ulici Stará cesta, který je pojmenován po malíři Luďku Maroldovi (1865–1898). Dům stojí pod jihozápadním svahem při cestě vedoucí do vilové čtvrti Dobeška. Je chráněn jako nemovitá kulturní památka České republiky.

## Historie
Vila pochází z 1. poloviny 19. století. Vlastnila ji sestra Maroldovy matky Josefa, která synovce po osiření vychovávala. Tato teta vychovávala po smrti Marolda a jeho ženy i jejich syna Ludvíka.
Další majitel, podnikatel Polenda, vilu opravil a na pozemku postavil plnírnu na pramen vody, který tryskal z vápencového masivu. Podle expertizy se zjistilo, že voda pro velký obsah čpavku pitná není a pramen byl sveden do kanálu.
V 60. letech 20. století byl na zchátralý objekt vydán demoliční výměr. Zboření zabránilo jeho vyhlášení za kulturní nemovitou památku. Poté prošel opravami; poslední rekonstrukce proběhla v 90. letech 20. století.

## Popis
Do památkově chráněného areálu patří vila, zahrada, ohradní zeď, garáž s terasou a schodiště. Jednopatrová vila je postavena ve skalnatém svahu vysoko nad Vltavou. Obklopuje ji terasovitě upravená zahrada oddělená od přilehlé cesty a od svahu Dobešky vysokou ohradní zdí.
Obytný dům je sestaven ze dvou částí postupně upravovaných. Přízemí i patro přístavku bylo dodatečně proskleno, starší část budovy má okna segmentovaná s klenákem ve vrcholu, v přízemí jsou okna opatřená stuhovým ostěním a s klenákem v překladu. Tato mají bohatě profilovanou korunní římsu.